# Кула (Лука)
Кула је насеље у Италији у округу Лука, региону Тоскана.
Према процени из 2011. у насељу је живело 57 становника. Насеље се налази на надморској висини од 457 м.